# Newell Point
Newell Point är en udde i Antarktis. Den ligger i Sydshetlandsöarna. Argentina, Chile och Storbritannien gör anspråk på området.
Terrängen inåt land är platt åt sydväst, men åt sydost är den kuperad. Havet är nära Newell Point norrut. Trakten är glest befolkad. Närmaste befolkade plats är Maldonado Station, 16,7 km sydväst om Newell Point. 